# Bandera de Dakota del Norte

Bandera del gobernador de Dakota del Norte

El diseño de la bandera de Dakota del Norte es una copia casi exacta de la bandera usada por la unidad cuyos contingentes fueron aportados por el estado en la Guerra Filipino-Americana. Fue aprobado por la Asamblea Legislativa de Dakota del Norte el 3 de marzo de 1911, aunque el color no se precisa en ese momento. En la legislación en 1943 la bandera oficial se puso de acuerdo con la bandera original, que se encuentra en exhibición en el Centro del Patrimonio de Dakota del Norte en Bismarck.
La bandera de Dakota del Norte debe consistir en un campo azul con un borde de flecos amarillos de 6,35 centímetros de ancho. En el centro de la bandera aparece un águila al natural con las alas desplegadas y el pico abierto. El pie izquierdo del águila porta un haz de flechas y el derecho, una rama de olivo que muestra tres aceitunas. Sobre el pecho del águila muestra un escudo con la parte superior azul y en la inferior, siete rayas rojas y seis blancas colocadas alternativamente. A través del pico abierto del águila debe pasar un pergamino rojo con la mención latina E Pluribus Unum (De muchos uno) y bajo ella otro con el nombre del estado North Dakota (Dakota del Norte). Sobre el pergamino del pico aparecen trece estrellas de cinco puntas, rematadas por un Sol Naciente.
La bandera oficial tiene las proporciones de 33:26, significativamente menor que otras banderas, pero en la práctica, la bandera es producida y vendida en ratios de 5:3.